# Meine Schwester Charlie unterwegs – Der Film
Meine Schwester Charlie unterwegs – Der Film (Originaltitel: Good Luck Charlie, It’s Christmas!) ist eine Fernsehfilmproduktion der Walt Disney Company und der Film zur Disney-Channel-Serie Meine Schwester Charlie (Im Original: Good Luck Charlie). Der Disney Channel Original Movie dreht sich um das Weihnachtsfest der Duncans.

## Handlung
Drei Tage vor Heiligabend ist die Familie Duncan auf dem Weg nach Palm Springs, um Weihnachten bei den Großeltern in deren neuem Haus zu verbringen. Teddy will während der Reise ihre Eltern dazu überreden, ihr eine Reise zum Spring-Break zu erlauben. Am Flughafen erlaubt es ihr völlig entnervter Vater Bob, sofern sie ihr Ticket selbst bezahlen kann. Im Flugzeug nimmt Teddy das Angebot der Fluggesellschaft zu einem Freiflug wahr, wenn sie wegen der Überbuchung das Flugzeug freiwillig verlässt. Amy begleitet schließlich ihre Tochter, um sie nicht alleine nach Palm Springs fahren zu lassen.
Während sich Bob und seine Kinder PJ, Gabe und Charlie die Zeit bei den Großeltern vertreiben, versuchen Teddy und Amy alles, um pünktlich zu Weihnachten in Palm Springs zu sein, und dazu sind ihnen alle Mittel recht. Nach einer ungemütlichen Busfahrt, bei der sie rausgeschmissen werden, erwerben sie einen alten Jugo, mit dem sie beinahe verunglücken. Nach einigen Turbulenzen kommen sie nach Las Vegas, wo ihnen ihr Gepäck von einer jungen Ausreißerin gestohlen wird. Beim Versuch an Geld zu kommen, kommen sich Amy und Teddy wieder näher und sprechen sich aus. Am Ende gelingt es ihnen sogar, zu Weihnachten doch noch mit ihrer Familie zusammen zu sein. Außerdem verkündet die Mutter von vier Kindern, dass sie schwanger ist.

## Besetzung

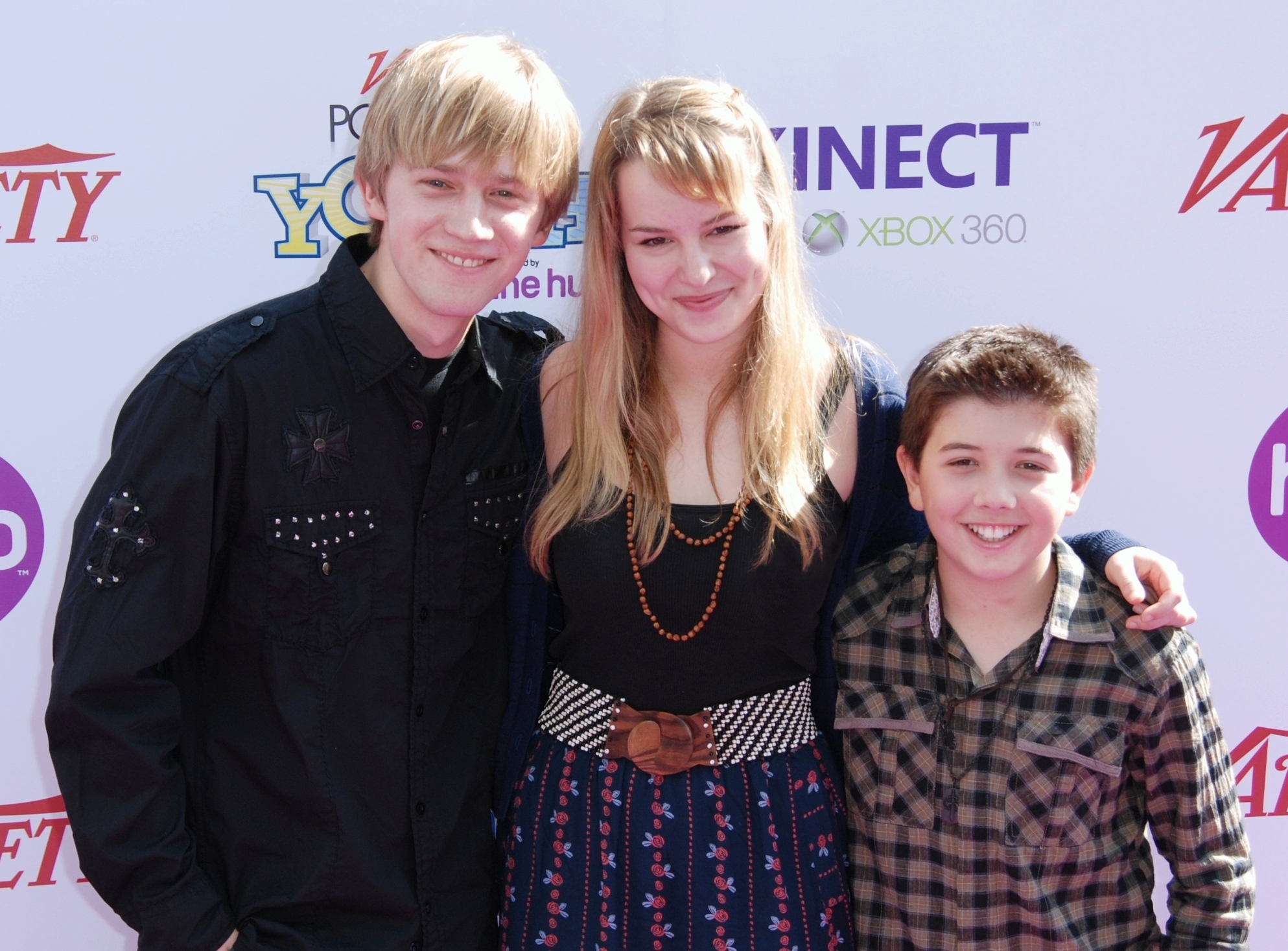
Jason Dolley, Bridgit Mendler und Bradley Steven Perry spielen PJ, Teddy und Gabe Duncan

### Synchronisation
| Rolle                 | Schauspieler         | Synchronsprecher  |
| --------------------- | -------------------- | ----------------- |
| Teddy Duncan          | Bridgit Mendler      | Farina Brock      |
| Amy Duncan            | Leigh-Allyn Baker    | Carin C. Tietze   |
| Gabe Duncan           | Bradley Steven Perry | Julian Rehrl      |
| Charlie Duncan        | Mia Talerico         | –                 |
| Petunia Blankenhooper | Debra Monk           | Anita Höfer       |
| Hank Blankenhooper    | Michael Kagan        | Thomas Rauscher   |
| Bob Duncan            | Eric Allan Kramer    | Walter von Hauff  |
| PJ Duncan             | Jason Dolley         | Hannes Maurer     |
| Ivy Wentz             | Raven Goodwin        | Natalie Löwenberg |
| Jordan                | Abbie Cobb           | Marcia von Rebay  |

## Produktion
Am 11. Juli 2010 wurde ein Disney Channel Original Movie zur Serie angekündigt. Die Dreharbeiten fanden im Februar 2011 in der Umgebung von Utah statt.
Dies ist der erste Weihnachtsfilm der Disney-Channel-Original-Movie-Reihe seit Wenn der Weihnachtsmann persönlich kommt, der 2001 ausgestrahlt wurde.

## Ausstrahlung
Der Film wurde im amerikanischen Disney Channel am 2. Dezember 2011 erstausgestrahlt. Beim deutschen Ableger des Senders wurde er am 25. Dezember 2011 ausgestrahlt.

### Einschaltquoten
| Fernsehsender                | Datum             | Zuschauer     |
| ---------------------------- | ----------------- | ------------- |
| Disney Channel (USA)         | 2. Dezember 2011  | 6,9 Millionen |
| Disney Channel (Deutschland) | 25. Dezember 2011 |               |
| Super RTL                    | 21. Dezember 2012 |               |